# لینا هرتسوک
لینا هرتسوک (انگلیسی: Lena Herzog؛ زادهٔ ۱۹۷۰ (۵۴–۵۵ سال)) عکاس اهل ایالات متحده آمریکا است.